# Albrecht Müllerschön
Albrecht Müllerschön (* 7. Dezember 1957 in Cleebronn) ist ein deutscher Autor mehrerer Fachbücher und Fachartikel zu den Themen Personalführung und Honorar-Verhandlungen. Er ist promovierter Psychologe und Inhaber einer Managementberatungsfirma in Starzeln.

## Biografie
Müllerschön studierte Jura und Psychologie in Regensburg und Tübingen. Ab dem Jahr 1986 war er Lehrbeauftragter am Institut für Erziehungswissenschaften II an der Universität Tübingen. Dort bildete er mit dem Pädagogen Christian Weisbach und der Theologin Gaby Goy Coachs und Supervisoren aus. Parallel dazu war er als Personalreferent bei einem Automobilzulieferer beschäftigt.
Ab 1990 arbeitete Müllerschön als Trainer und Berater für eine international tätige Unternehmensberatung in Tübingen. 1995 wurde er Geschäftsführer einer ihrer Tochterfirmen. 1997 gründete er die Managementberatung Müllerschön, die auf das Themenfeld Personaldiagnostik, -auswahl, -führung und -entwicklung spezialisiert ist.
Neben seiner Beratertätigkeit ist Müllerschön als Fachautor tätig. So erschien 2004 die Erstauflage seines mit Christina Seitter verfassten Buchs „Als Führungskraft erfolgreich starten“ und 2005 seines Buchs „Bewerber professionell auswählen“. 2014 erschien sein Buch „Gespräche professionell vorbereiten und führen“.

## Publikationen
- Mit Christina Seitter: Als Führungskraft erfolgreich starten. Expert Verlag, 6. Auflage 2018
- Bewerber professionell auswählen. Beltz-Verlag, 2. Auflage 2012
- Gespräche professionell vorbereiten und führen. Verlag quayou, 1. Auflage, 2014
- Die Bewerbungsunterlagen Vorauswahl. ManagementCircle Edition, 1. Auflage 2007
- Sammelband: PSP Index 2008, Handbuch für Personalverantwortliche, HR today; jobindex media ag, 10. Auflage 2008
- Sammelband: Vereinbarungen mit Mandanten: Vergütungsvereinbarungen Mandatsbedingungen Haftungsbeschränkungen Verhandlungsführung. Nomos Verlag, 4. Auflage 2018
- Sammelband: Rechtsanwaltsvergütungsgesetz: Herausgeber: Dr. Hans-Jochem Mayer, Dr. Ludwig Kroiß. Nomos Verlag 6. Auflage 2014